# UNCOVER-z13
UNCOVER-z13 è una galassia scoperta nel 2022 grazie al telescopio spaziale James Webb, si trova nell'ammasso di galassie chiamato Abell 2744, soprannominato Ammasso di Pandora. Con un redshift di 13,079, UNCOVER-z13 si posiziona come la quarta galassia più distante mai confermata. La vediamo come appariva solo 330 milioni di anni dopo il Big Bang.
Scoperta dal programma UNCOVER assieme a UNCOVER-z12 che utilizza il telescopio spaziale James Webb per studiare le prime galassie dell'universo.

## Morfologia
UNCOVER-z13 è una galassia Galassia Lyman-Break. Studi recenti suggeriscono che potrebbe essere sorprendentemente grande e massiccia per una galassia così giovane.